# Abschnittsbefestigung Sindelbach

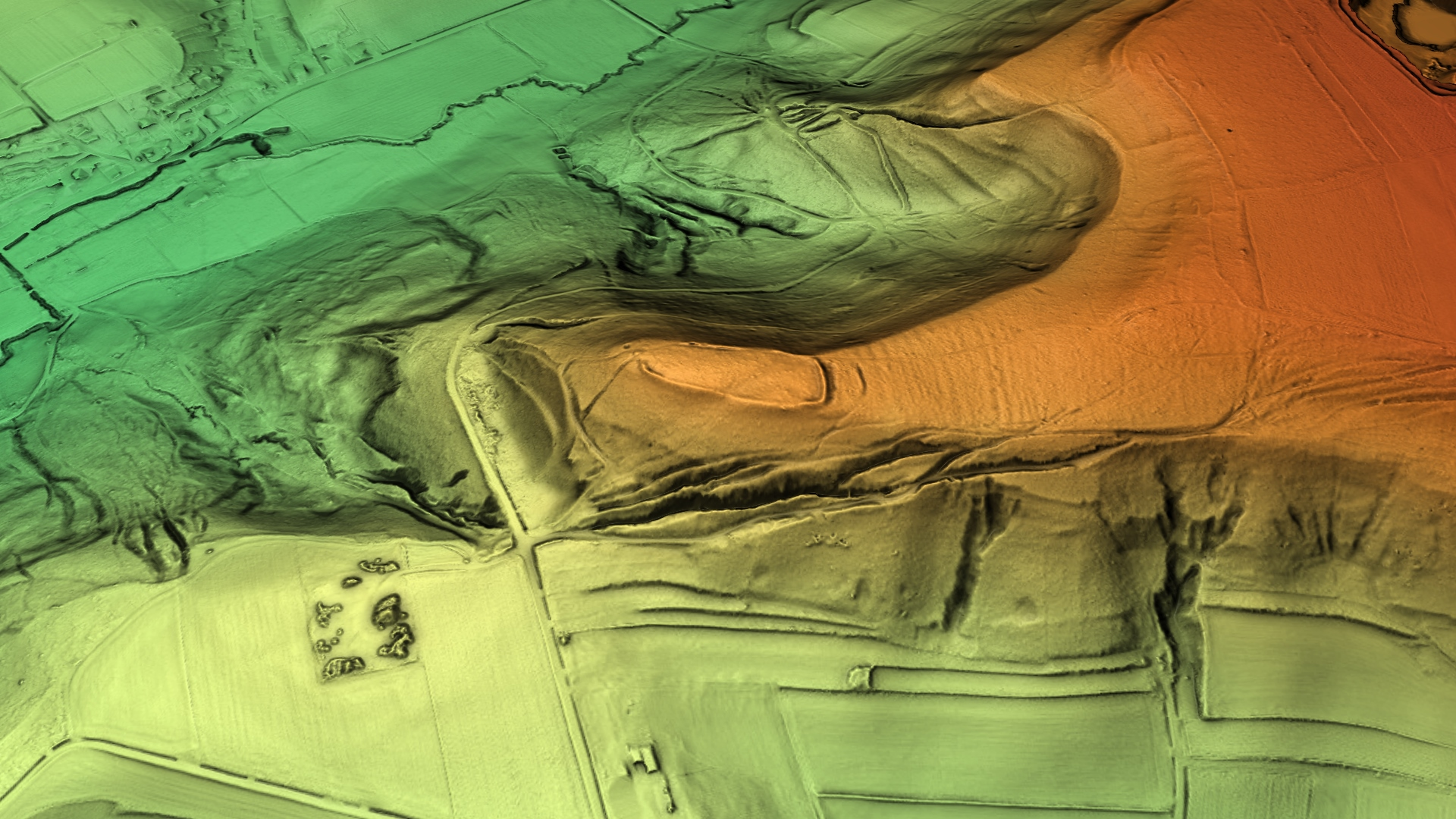
3D-Ansicht des digitalen Geländemodells

Die Abschnittsbefestigung Sindelbach, auch Wallburg Sindlbach genannt, liegt in der Nähe von Sindlbach, heute ein Gemeindeteil der bayerischen Gemeinde Berg bei Neumarkt in der Oberpfalz im Oberpfälzer Landkreis Neumarkt in der Oberpfalz. Die Anlage liegt ca. 1100 m nordwestlich von Sindlbach und 700 m ostsüdöstlich von Unterrohrenstadt auf dem Lindenbühl. Die Anlage wird als Bodendenkmal unter der Aktennummer D-3-6634-0012 im Bayernatlas als „Wallanlage vor- und frühgeschichtlicher Zeitstellung“ geführt. 

## Beschreibung
Die auf der Höhe des Lindenbühls vorspringende Nase wird durch einen 2 m hohen und 50 m langen Abschnittswall gegen das Rückland abgeschirmt. Vor dem Wall befindet sich ein seichter und unregelmäßig ausgebildeter Graben. Der Wall biegt an beiden Enden ein und folgt den Hangseiten als niedriger Randwall. Er ist an mehreren Stellen bereits abgerutscht und wohl auch in neuerer Zeit abgegraben worden. Die Innenfläche misst 60 × 100 m. 30 m vor dem Abschnittswall quert ein weiterer sehr flacher Wall mit einem seichten Graben auf 30 m den Bergrücken. In den Wällen steckt vermutlich ein Mauerkern, wie man aus strichweisen Aufgrabungen erschließen kann.